# Kapelle St. Josef (Vohenstrauß)

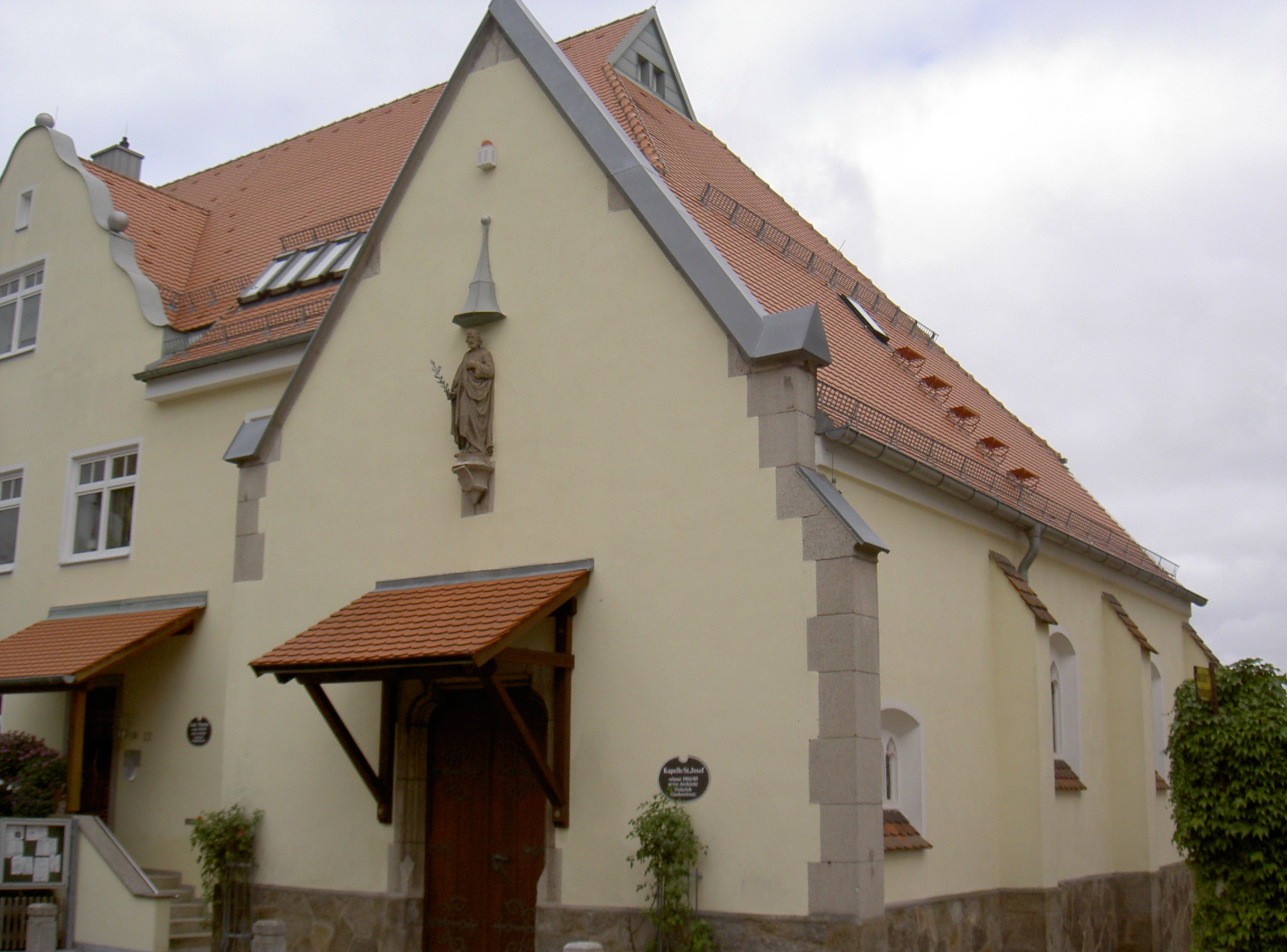
Kapelle St. Josef in Vohenstrauß

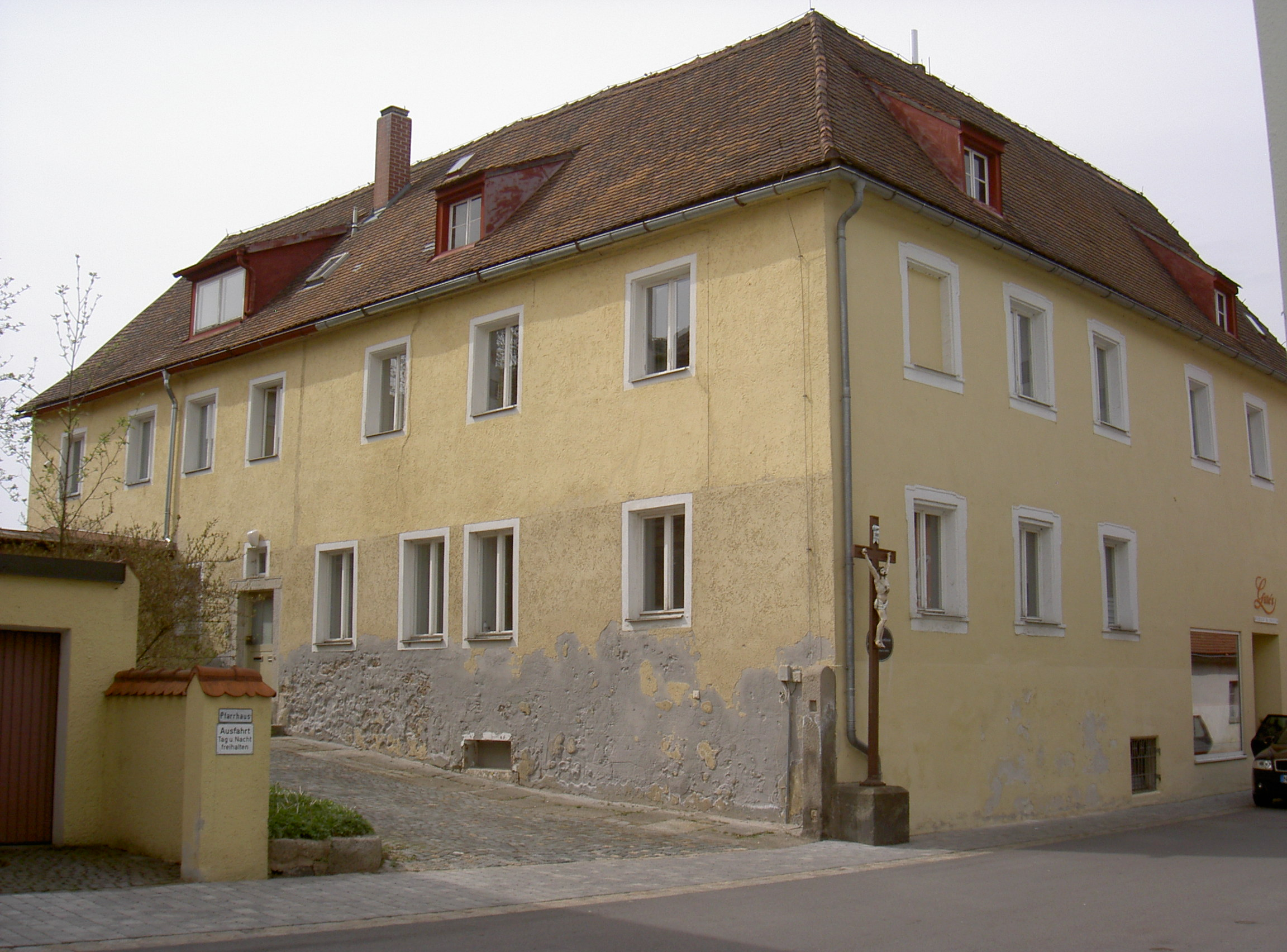
Gebäude des ehemaligen Kapuzinerklosters Vohenstrauß

Die Kapelle St. Josef ist ein an den römisch-katholischen Pfarrhof von Vohenstrauß angebautes Kirchengebäude (Pfarrgasse 22).

## Geschichte
Die Kapelle St. Josef hatte sich ursprünglich in dem Kapuzinerkloster Vohenstrauß befunden. Um 1710 wurde hier eine öffentliche Kapelle im Hospiz der Kapuziner gegründet (Pfarrgasse 9). Das Hospiz wurde von den Kapuzinern nach dem großen Stadtbrand von 1763 bezogen; sie konnten hier bis zur Säkularisation wirken. Danach diente das Kapuzinerkloster als römisch-katholischer Pfarrhof von Vohenstrauß.
Bereits 1899 hab es in Vohenstrauß Bestrebungen, den baufällig gewordenen alten Pfarrhof durch ein neues Gebäude zu ersetzen. Den Bauplan für einen neuen Pfarrhof mit Kapelle im Anschluss an das schon bestehende Kinderasyl arbeitete der Regensburger Architekt Heinrich Hauberrisser aus. Mit dem Bau wurde am 19. Juli 1904 durch Baumeister Johann Ach begonnen, der Grundstein wurde von Pfarrer Eduard Greiner gelegt. In dem Genehmigungsschreiben der Diözese Regensburg wurde dem Pfarrer mitgeteilt, dass die Kapelle ein völlig eigenständiger Bau zu sein habe, der ausschließlich für Gottesdienste zu verwenden sei. Als Kirchenpatron wurde der Hl. Josef festgelegt. Am 30. Juni 1905 konnte die Kapelle fertiggestellt werden und am 7. Juli 1905 wurde sie von Weihbischof Sigismund Felix von Ow-Felldorf benediziert.

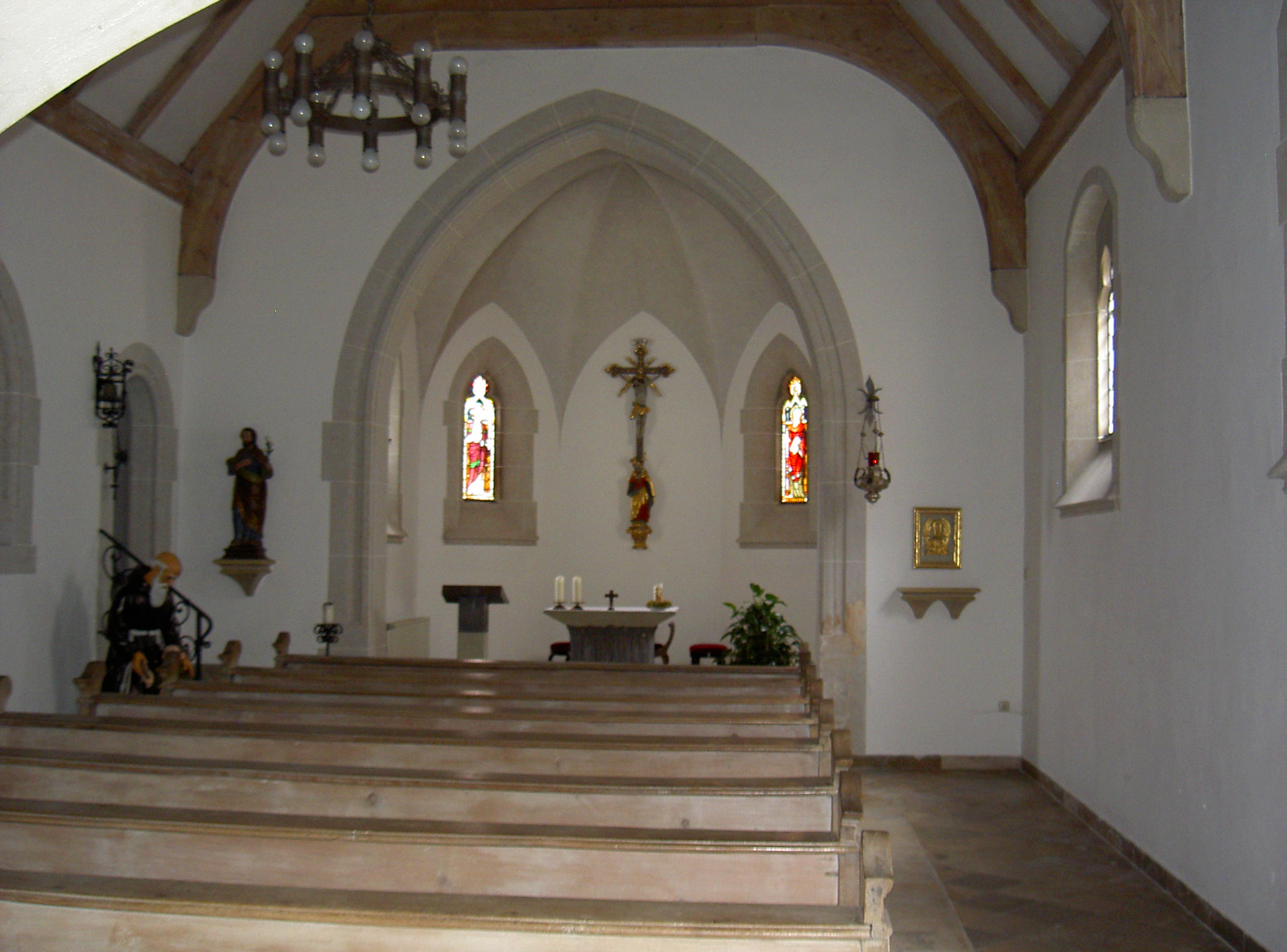
Altarraum der Kapelle St. Josef in Vohenstrauß

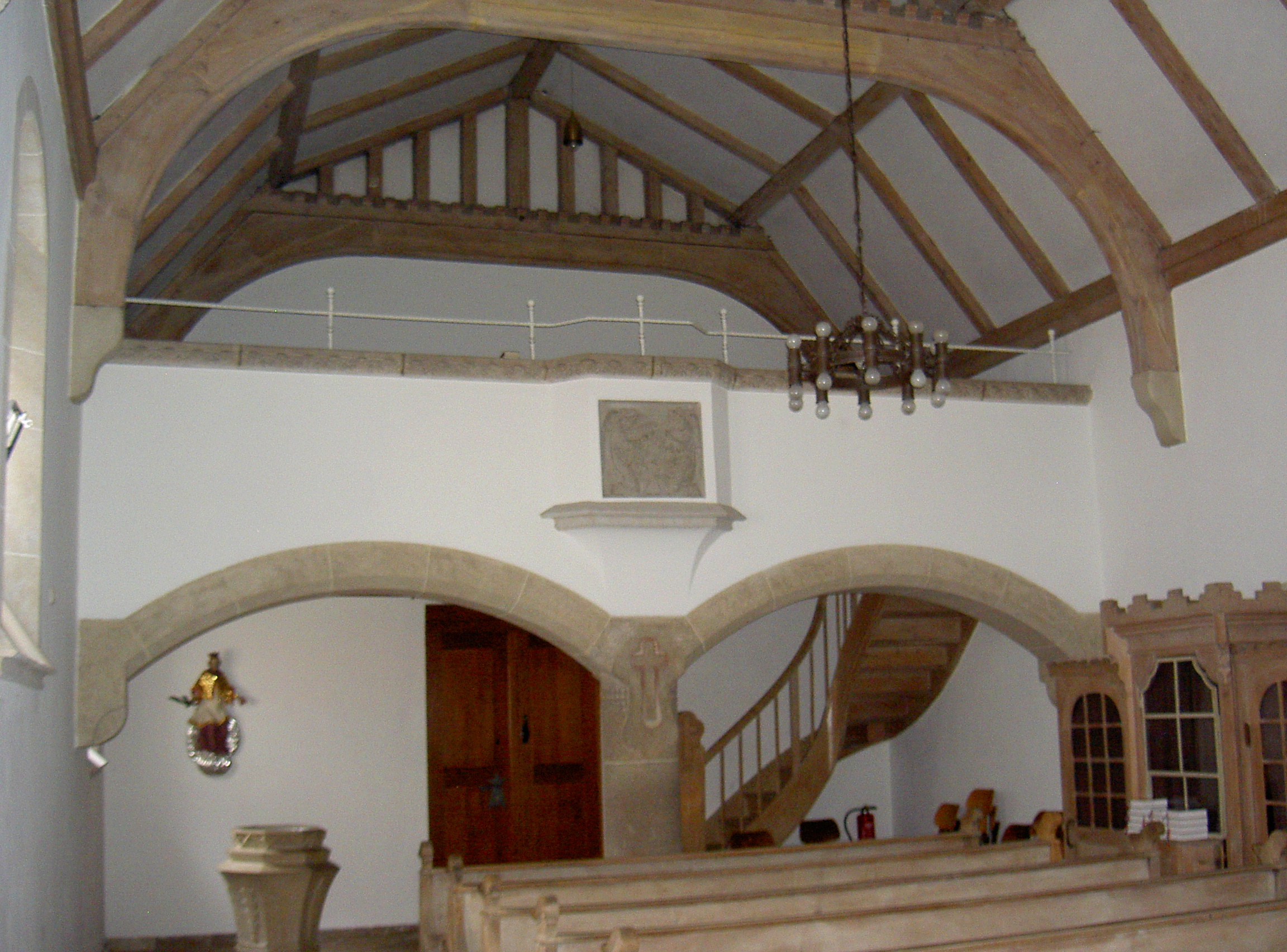
Orgelprospekt der Kapelle St. Josef in Vohenstrauß

## Kirchengebäude
Die Kirche ist ein rechteckiges Gebäude mit drei Seitenstützen. Heute ist über dem Kircheneingang ein Vordach angebracht. 1966 wurde die Kapelle renoviert, dabei wurde die ganze hölzerne Einrichtung aufgehellt. 1987 wurde eine Fußbodenheizung eingebaut, ebenso wurde eine Josefsfigur aufgestellt.

## Innengestaltung
Das Kircheninnere, besonders die Empore, erinnert an die Zeit der Romanik. Der sichtbare Dachstuhl ist tonnenartig gewölbt. Im Altarraum fallen zwei neugotische Fenster auf.